# Бредлі Вонг
Бредлі Дерріл Вонг (англ. Bradley Darryl Wong, нар. 24 жовтня 1960 в Сан-Франциско, Каліфорнія, США), також відомий як Бі-Ді Вонг або Б. Д. Вонг (англ. BD Wong) — американський актор театру, кіно та телебачення китайського походження. Лауреат премій «Тоні», «Драма Деск», «Театральний світ» і GLAAD Media Awards.

## Біографія

### Кар'єра
З 1983 року Вонг зіграв понад 70 ролей у кіно та на телебаченні. Найбільшу популярність йому принесли ролі Рея Мукади у драмі «В'язниця Оз» (1997—2003), Джорджа Хуанга в детективі «Закон і порядок: Спеціальний корпус» (2001—2015) та Генрі Ву у серії фільмів «Парк юрського періоду». Крім цього, він входив в основний акторський склад серіалів «Американська дівчина» (1994—1995), «Пробудження» (2012) і «Пан Робот» (2015—2019).
Знімався у фільмах «Малюк-каратист 2», «Сімейна справа», «Першокурсник», «Таємниче побачення», «Батько нареченої», «Затягнута музика», «Обережно, заручник!», «Наказано знищити», «Сім років у Тибеті», «Море Солтона», «Залишся» та інших.
Брав участь у бродвейських постановках «М. Батерфляй» і «Ти хороша людина, Чарлі Браун».

### Особисте життя та активізм
Бредлі Вонг — відкритий гей та активний прихильник ЛГБТ-руху.
Зустрічався з Річі Джексоном. 28 травня 2000 року у пари народилися хлопчики-близнюки: Боаз Дов Вонг (помер через 90 хвилин після народження) та Джексон Фу Вонг. Близнюки народилися від сурогатної матері, використовуючи сперму Вонга та яйцеклітину сестри Річі Джексона.
Він входить до ради директорів «Rosie's Theatre Kids», організації з освіти в галузі мистецтва та Фонду актора, організації, яка надає підтримку людям в індустрії розваг та виконавських мистецтв.

## Фільмографія
| Рік       |    | Українська назва                              | Оригінальна назва                                                   | Роль                         |
| --------- | -- | --------------------------------------------- | ------------------------------------------------------------------- | ---------------------------- |
| 1983      | тф | Немає угоди                                   | No Big Deal                                                         | Miss Karnisian's Class       |
| 1986      | с  | Саймон і Саймон                               | Simon & Simon                                                       | клерк                        |
| 1986      | ф  | Малюк-каратист 2                              | The Karate Kid, Part II                                             | хлопець на вулиці            |
| 1987      | с  | Діснейленд                                    | Disneyland                                                          | офіціант                     |
| 1987      | ф  | Божевілля вулиць                              | Forever, Lulu                                                       | людина на вулиці з бумбоксом |
| 1988      | тф | Інтенсивний курс                              | Crash Course                                                        | Кічі                         |
| 1989      | ф  | Сімейна справа                                | Family Business                                                     | Джиммі Чу                    |
| 1990      | ф  | Першокурсник                                  | The Freshman                                                        | Едвард                       |
| 1990      | тф | На добраніч, мила дружина: Вбивство в Бостоні | Goodnight Sweet Wife: A Murder in Boston                            | Кім Тан                      |
| 1991      | с  | Угода Шеннона                                 | Shannon's Deal                                                      | Сун Кі                       |
| 1991      | ф  | Таємниче побачення                            | Mystery Date                                                        | Джеймс Лью                   |
| 1991      | с  |                                               | Alive from Off Center                                               |                              |
| 1991      | ф  | Батько нареченої                              | Father of the Bride                                                 | Говард Вейнштейн             |
| 1992      | ф  | Дінні люди                                    | The Lounge People                                                   | Біллі                        |
| 1993      | ф  | Парк юрського періоду                         | Jurassic Park                                                       | Генрі Ву                     |
| 1993      | тф | Музика, що затягнулася                        | And the Band Played On                                              | Kico Govantes                |
| 1994      | ф  | Обережно, заручник!                           | The Ref                                                             | доктор Вонг                  |
| 1994      | ф  | Солдати удачі                                 | Men of War                                                          | По                           |
| 1994      | с  | ABC Спеціально після школи                    | ABC Afterschool Specials                                            | Джонні Анджел                |
| 1994—1995 | с  | Американська дівчина                          | All-American Girl                                                   | доктор Стюарт Кім            |
| 1995      | кф |                                               | Kalamazoo                                                           | Джастин                      |
| 1995      | тф | Чарівниця                                     | Dazzle                                                              | Тенг                         |
| 1995      | с  |                                               | Bless This House                                                    | Джонні Чен                   |
| 1995      | ф  | Батько нареченої 2                            | Father of the Bride Part II                                         | Говард Вейнштейн             |
| 1995—1997 | с  | Казкові історії для всіх дітей                |                                                                     |                              |
| 1996      | ф  | Наказано знищити                              | Executive Decision                                                  | сержант Луї Жанг             |
| 1996      | с  | Секретні матеріали                            | The X-Files                                                         | детектив Глен Чао            |
| 1996      | ф  | Квартирка Джо                                 | Joe's Apartment                                                     | тарган                       |
| 1997      | ф  | Сім років у Тибеті                            | Seven Years in Tibet                                                | Нгапо Нгаванг Джигме         |
| 1997—2003 | с  | В'язниця Оз                                   | Oz                                                                  | Батько Рей Мукада            |
| 1998      | ф  | Хлопушка та Вонючки                           | Slappy and the Stinkers                                             | Морган                       |
| 1998      | тф | Заміна. Останній урок                         | The Substitute 2: School's Out                                      | Уоррен Драммонд              |
| 1998      | мф | Мулан                                         | Mulan                                                               | капітан Лі Шанг              |
| 1998      | тф |                                               | Reflections on Ice: Michelle Kwan Skates до музики Disney's 'Mulan' | Лі Шанг                      |
| 1999      | с  | Надія Чикаго                                  | Chicago Hope                                                        | доктор Кай Чанг              |
| 2000      | с  | Ласкаво просимо до Нью-Йорка                  | Welcome to New York                                                 | Денніс                       |
| 2001      | с  | Пригоди Джекі Чана                            | Jackie Chan Adventures                                              | гангстер                     |
| 2001—2015 | с  | Закон і порядок: Спеціальний корпус           | Law & Order: Special Victims Unit                                   | Джордж Хуан                  |
| 2002      | ф  | Море Солтона                                  | The Salton Sea                                                      | Бубба                        |
| 2002      | с  | Кім П'ять-з-Плюсом                            | Kim Possible                                                        | агент Вілл Ду                |
| 2004      | с  | Місто майбутнього                             | Century City                                                        | Метью Чин                    |
| 2004      | мф | Мулан 2                                       | Mulan II                                                            | генерал Лі Шенг              |
| 2005      | ф  | Залишся                                       | Stay                                                                | доктор Рен                   |
| 2005      | вг | Kingdom Hearts II                             | Kingdom Hearts II                                                   | капітан Лі Шанг              |
| 2006      | ф  | Всі божеволіють від Грейс                     | Falling for Grace                                                   | Стівен                       |
| 2006      | ф  | Айра та Еббі                                  | Ira & Abby                                                          | гість на вечірці             |
| 2007      | тф | Марко Поло                                    | Marco Polo                                                          | Педро                        |
| 2007      | вг | Kingdom Hearts II                             | Kingdom Hearts II: Final Mix+                                       | капітан Лі Шанг              |
| 2012      | ф  | Біла жаба                                     | White Frog                                                          | Олівер Янг                   |
| 2012      | с  | Пробудження                                   | Awake                                                               | доктор Джон Лі               |
| 2014      | тф | Звичайне серце                                | The Normal Heart                                                    | Баззі                        |
| 2015      | ф  | Фокус                                         | Focus                                                               | Ліюань                       |
| 2015      | ф  | Світ Юрського періоду                         | Jurassic World                                                      | Генрі Ву                     |
| 2015—2019 | с  | Пан Робот                                     | Mr. Robot                                                           | Біла Роза                    |
| 2015—2018 | с  | Мадам держсекретар                            | Madam Secretary                                                     | Брент Розен                  |
| 2015      | ф  | Космос між нами                               | The Space Between Us                                                | Том Чен                      |
| 2015—2019 | с  | Готем                                         | Gotham                                                              | Хьюго Стрейндж               |
| 2018      | ф  | Світ Юрського періоду 2                       | Jurassic World: Fallen Kingdom                                      | Генрі Ву                     |
| 2018      | вг | Jurassic World Evolution                      | Jurassic World Evolution                                            | Генрі Ву                     |
| 2018      | ф  | Пташиний короб                                | Bird Box                                                            | Гріг                         |
| 2018      | с  | Американська історія жаху: Апокаліпсис        | American Horror Story: Apocalypse                                   | Болдуїн Пенніпекер           |
| 2022      | ф  | Світ Юрського періоду 3                       | Jurassic World: Dominion                                            | доктор Генрі Ву              |
| 2023      | ф  | Місія Стоун                                   | Heart of Stone                                                      | "Король Трефа"               |